# Condylostylus ulrichi
Condylostylus ulrichi är en tvåvingeart som beskrevs av Grichanov 2000. Condylostylus ulrichi ingår i släktet Condylostylus och familjen styltflugor.
Artens utbredningsområde är Kenya. Inga underarter finns listade i Catalogue of Life.